# Sóviet de la Unión
El Sóviet de la Unión (en ruso: Совет Союза, romanizado: Soviet Soyuza) o Sóviet de los Diputados del Pueblo fue una de las dos cámaras del Sóviet Supremo de la Unión Soviética, creado por la Constitución de la Unión Soviética de 1936. Funcionó entre los años 1938 y 1991. En contraposición con el Sóviet de las Nacionalidades, el Sóviet de la Unión representaba los intereses de todas las personas de la Unión Soviética sin tener en cuenta su nacionalidad.
El Sóviet de la Unión tenía las mismas prerrogativas y competencias que el Sóviet de las Nacionalidades, incluyendo el derecho a la iniciativa legislativa. El Sóviet de la Unión elegía a su presidente, que dirigía las sesiones de la cámara, a sus cuatro vicepresidentes y a las comisiones permanentes.

## Composición y forma de elección
El Sóviet de la Unión estaba compuesto por 490 diputados, y sus miembros eran elegidos de forma universal, igualitaria, directa y secreta, de acuerdo con los principios de la democracia socialista. Con la regla de reparto de un diputado por una circunscripción electoral de cada 300,000 personas, dicha cámara estaba compuesta por un número variable en torno a los 790 representantes.
Si bien, de acuerdo a la Constitución de 1936, no era obligatoria la pertenencia al Partido Comunista de la Unión Soviética para votar y ser elegido candidato, el sistema político soviético se basaba en el unipartidismo. No fue sino, hasta la Glásnost que se realizaron elecciones multipartidistas en 1989.

## Comisiones permanentes
- Comisión Mandatoria
- Comisión en Supuestos Legislativos
- Comisión de Planificación de Presupuesto
- Comisión de Asuntos Exteriores
- Comisión de Asuntos de la Juventud
- Comisión de Industria
- Comisión de Transportes y Comunicaciones
- Comisión de Construcción e Industria de los Materiales de Construcción
- Comisión de Agricultura
- Comisión de Bienes de Consumo
- Comisión de Educación Pública
- Comisión de Salud Pública y Seguridad Social
- Comisión de Ciencia y Cultura
- Comisión de Comercio
- Comisión de Servicio de Consumo y Economía Municipal
- Comisión de Medio Ambiente.

## Presidentes del Sóviet de la Unión
| N.º                               | Retrato                           | Retrato                                                              | Nombre (nacimiento–muerte)              | Duración del mandato                            | Partido político                  | Convocatorias                     |
| Presidente del Sóviet de la Unión | Presidente del Sóviet de la Unión | Presidente del Sóviet de la Unión                                    | Presidente del Sóviet de la Unión       | Presidente del Sóviet de la Unión               | Presidente del Sóviet de la Unión | Presidente del Sóviet de la Unión |
| --------------------------------- | --------------------------------- | -------------------------------------------------------------------- | --------------------------------------- | ----------------------------------------------- | --------------------------------- | --------------------------------- |
| 1                                 |                                   |                                                                      | Andréi Andréiev (1895–1971)             | 15 de diciembre de 1938 – 12 de marzo de 1946   | Partido Comunista                 | 1.ª convocatoria                  |
| 2                                 |                                   | A picture taken by the Soviet Government of Nikolai Shvernik in grey | Andréi Zhdánov (1896–1948)              | 12 de marzo de 1946 – 25 de febrero de 1947     | Partido Comunista                 | 2.ª convocatoria                  |
| 3                                 |                                   |                                                                      | Iván Parfiónov (1906–1992)              | 25 de febrero de 1947 – 12 de junio de 1950     | Partido Comunista                 | 2.ª convocatoria                  |
| 4                                 |                                   |                                                                      | Mijaíl Yasnov (1906–1991)               | 12 de junio de 1950 – 14 de marzo de 1954       | Partido Comunista                 | 3.ª convocatoria                  |
| 5                                 |                                   |                                                                      | Aleksándr Volkov (1910–1990)            | 20 de abril de 1954 – 14 de julio de 1956       | Partido Comunista                 | 4.ª convocatoria                  |
| 6                                 |                                   |                                                                      | Pável Lobánov (1902–1984)               | 14 de julio de 1956 – 18 de marzo de 1962       | Partido Comunista                 | 4.ª–5.ª convocatoria              |
| 7                                 |                                   |                                                                      | Iván Spiridonov (1905–1991)             | 23 de abril de 1962 – 14 de junio de 1970       | Partido Comunista                 | 6.ª–7.ª convocatoria              |
| 8                                 |                                   |                                                                      | Alekséi Shitikov (1912–1993)            | 14 de julio de 1970 – 11 de abril de 1984       | Partido Comunista                 | 8.ª–9.ª–10.ª convocatoria         |
| 9                                 |                                   |                                                                      | Lev Tolkunov (1919–1989)                | 11 de abril de 1984 – 24 de mayo de 1988        | Partido Comunista                 | 11.ª convocatoria                 |
| 10                                |                                   |                                                                      | Yuri Jristorádnov (1929–2018)           | 24 de mayo de 1988 – 25 de mayo de 1989         | Partido Comunista                 | 11.ª convocatoria                 |
| 11                                |                                   |                                                                      | Yevgeni Primakov (1929–2015)            | 3 de junio de 1989 – 31 de marzo de 1990        | Partido Comunista                 | 12.ª convocatoria                 |
| 12                                |                                   |                                                                      | Iván Láptev (nacido en 1934)            | 3 de abril de 1990 – 21 de octubre de 1991      | Partido Comunista                 | 12.ª convocatoria                 |
| 13                                |                                   |                                                                      | Konstantín Lubenchenko (nacido en 1945) | 28 de octubre de 1991 – 25 de diciembre de 1991 | Partido Comunista                 | 12.ª convocatoria                 |